# ريو إيشي (2000)
ريو إيشي (باليابانية: 石井 僚) (مواليد 11 يوليو 2000) هو لاعب كرة قدم ياباني.

## وصلات خارجية
- ريو إيشي (2000) على موقع رابطة كرة القدم اليابانية للمحترفين (اليابانية)
- ريو إيشي (2000) على موقع قاعدة بيانات كرة القدم.إي يو (الإنجليزية)
- ريو إيشي (2000) على موقع Soccerway.com (الإنجليزية)
- ريو إيشي (2000) على موقع عالم كرة القدم.نت (الإنجليزية)